# 雷滕舍斯
雷滕舍斯是奥地利蒂罗尔州库夫施泰因县的一个市镇。总面积16.28平方公里，总人口449人，人口密度27.6人/平方公里（2005年）。